# Lista odcinków serialu ALF
Serial ALF składa się z czterech serii i liczy 102 odcinki. Nazwa każdego odcinka jest jednocześnie nazwą piosenki, której tytuł związany jest z fabułą danego odcinka. Dodatkowo w 1996 roku wyszedł film Projekt ALF. Opowiada on o losach Alfa po niedokończonym ostatnim odcinku sezonu czwartego.
| Seria | Seria | Liczba odcinków | Czas emisji                       |
| ----- | ----- | --------------- | --------------------------------- |
|       | 1     | 1–26 (26)       | 22 września 1986 – 11 maja 1987   |
|       | 2     | 27–52 (26)      | 21 września 1987 – 9 maja 1988    |
|       | 3     | 53–78 (26)      | 3 października 1988 – 8 maja 1989 |
|       | 4     | 79–102 (24)     | 18 września 1989 – 24 marca 1990  |

## Seria 1
| № | #  | Tytuł                             | Polski tytuł                                      | Reżyseria                | Scenariusz                                                  | Premiera (NBC)       | Kod produkcji |
| --- | -- | --------------------------------- | ------------------------------------------------- | ------------------------ | ----------------------------------------------------------- | -------------------- | ------------- |
| 1 | 1  | A.L.F.                            | A.L.F.                                            | Tom Patchett             | Tom Patchett                                                | 22 września 1986     | 1001          |
| Gordon Shumway, przybysz z planety Melmac, rozbija swój statek kosmiczny na podmiejskim garażu rodziny Tannerów. Willie nazywa go „ALF”, co jest skrótem od Obcej Formy Życia. Po przekonaniu oficera z wydziału do zwalczania kosmitów, że nie ukrywają pozaziemskiej istoty, Tannerowie decydują się przygarnąć Alfa jako członka rodziny. |    |                                   |                                                   |                          |                                                             |                      |               |
| 2 | 2  | Strangers in the Night            | Obcy ludzie w nocy                                | Peter Bonerz             | Paul Fusco, Thad Mumford                                    | 29 września 1986     | 1004          |
| Willie i Kate bardzo niechętnie decydują się pozostawić Alfa i Briana w domu pod opieką wścibskiej sąsiadki, pani Ochmonek. Chociaż Alf przyrzekł siedzieć cicho i nie wychodzić z sypialni, chcąc obejrzeć telewizję, nie może się powstrzymać, by trochę postraszyć nerwową opiekunkę. Dziwne dźwięki i zdarzenia powodują, że pani Ochmonek jest przekonana, iż w domu jest włamywacz. Kiedy usiłuje go schwytać, Alf tymczasem zmaga się z prawdziwym rabusiem.                    |    |                                   |                                                   |                          |                                                             |                      |               |
| 3 | 3  | Looking for Lucky                 | Szukanie Szczęściarza                             | Peter Bonerz             | Howard Bendetson, Bob Bendetson                             | 6 października 1986  | 1006          |
| Kot Szczęściarz znika, wszyscy zrzucają winę na Alfa. Alf postanawia odnaleźć Szczęściarza i oczyścić się z zarzutów zjedzenia kota, niestety zostaje złapany przez hycla i trafia do schroniska dla psów. |    |                                   |                                                   |                          |                                                             |                      |               |
| 4 | 4  | Pennsylvania 6-5000               | Pensylwania 6-5000                                | Peter Bonerz             | Donald Todd                                                 | 13 października 1986 | 1003          |
| Alf zainteresował się polityką. Zaczął słuchać programów radiowych. Dochodząc do wniosku, że jego rozmowy telefoniczne na radiowej antenie niewiele zmieniają postanawia zadzwonić do samego prezydenta. Zwraca się do niego w obawie przed skutkami broni jądrowej, która może zostać użyta. |    |                                   |                                                   |                          |                                                             |                      |               |
| 5 | 5  | Keepin' the Faith                 | Dotrzymać słowa                                   | Peter Bonerz             | Laurie Gelman                                               | 20 października 1986 | 1008          |
| Nieposkromiony apetyt Alfa oraz inne jego zwyczaje wpędzają Tannerów w poważne tarapaty finansowe. Aby pomóc rodzinie, Alf przyjmuje pracę telefonicznego sprzedawcy kosmetyków. Kiedy klienci chcą się z nim spotkać, prosi Williego, aby zajął jego miejsce. |    |                                   |                                                   |                          |                                                             |                      |               |
| 6 | 6  | For Your Eyes Only                | Tylko dla twoich oczu                             | Peter Bonerz             | Adrienne Armstrong, Mitzi McCall                            | 3 listopada 1986     | 1005          |
| Po raz kolejny zostawiony sam sobie Alf dzięki audycji radiowej dla samotnych poznaje niewidomą dziewczynę, Lynn organizuje im randkę. Alf zaprzyjaźnia się z dziewczyną. |    |                                   |                                                   |                          |                                                             |                      |               |
| 7 | 7  | Help Me Rhonda                    | Pomóż mi, Rhondo                                  | Rick Gough, Peter Bonerz | Lloyd Garver, Tom Patchett                                  | 10 listopada 1986    | 1010          |
| Alf zaczyna rozpaczliwie tęsknić za rodzinną planetą, Melmac. Willie usiłuje nawiązać kontakt z jej mieszkańcami. Zbliżają się urodziny Briana, a Alf popada w coraz głębszą depresję, wspominając swoje urodziny na Melmac i randkę, którą zaplanował z Rhondą, dziewczyną swoich marzeń. Jednak kiedy Alf ma możliwość opuszczenia Ziemi, najpierw dobrze się zastanawia, czego naprawdę chce.                                                                                       |    |                                   |                                                   |                          |                                                             |                      |               |
| 8 | 8  | Don't It Make My Brown Eyes Blue? | Czy to nie robi moich brązowych oczu niebieskimi? | Tom Patchett             | Jerry Stahl                                                 | 17 listopada 1986    | 1011          |
| Alf, zakochany bez pamięci w Lynn, postanawia nagrać własny teledysk, aby zaimponować dziewczynie. Kiedy Lynn orientuje się, jak bardzo Alfowi na niej zależy, stara się w możliwie taktowny sposób dać mu do zrozumienia, że powinni pozostać tylko przyjaciółmi. |    |                                   |                                                   |                          |                                                             |                      |               |
| 9 | 9  | Jump                              | Skok                                              | Peter Bonerz             | Gary Markowitz                                              | 24 listopada 1986    | 1009          |
| Podczas 45. urodzin Willie wspomina, co zaplanował dwadzieścia lat wcześniej. Ze smutkiem zauważa, że nie udało mu się osiągnąć żadnego z zaplanowanych celów. Uważa także, że poniósł klęskę, gdyż nie podejmował zbyt często ryzyka. Alf postanawia pomóc Williemu, proponując być może nieco drastyczną terapię akrobacje powietrzne. We wspomnieniach pojawia się także były piłkarz, Joe Namath, przystojny i dobrze zbudowany były chłopak Kate.                                 |    |                                   |                                                   |                          |                                                             |                      |               |
| 10 | 10 | Baby You Can Drive My Car         | Skarbie, możesz poprowadzić mój samochód          | Nancy Heydorn            | Thad Mumford Laurie Gelman                                  | 1 grudnia 1986       | 1013          |
| Kiedy Lynn wspomina, że chciałaby mieć samochód, Alf sprzedaje części ze swojego statku kosmicznego i kupuje jej nowiutkie Ferrari. Willie i Kate uznają wóz za zbyt ekstrawagancki i każą Alfowi zwrócić go do salonu. Jednak zanim Willie zdąży wyjaśnić przyczyny swojej decyzji, Alf przez przypadek uruchamia samochód i rusza w szaleńczy rajd po mieście. |    |                                   |                                                   |                          |                                                             |                      |               |
| 11 | 11 | On the Road Again                 | Znowu na drodze                                   | Peter Bonerz             | Howard Bendetson, Bob Bendetson                             | 8 grudnia 1986       | 1002          |
| Alf jedzie z Tannerami na kemping. Nastroje rodziny nie są najlepsze. Kiedy Willie traci cierpliwość, Alf ucieka do lasu. Po pewnym czasie pan Tanner uspokaja się i wyrusza na poszukiwanie małego kosmity. Sytuacja komplikuje się, kiedy Alfa zauważa dwóch myśliwych, przekonanych, że jego futro będzie cennym trofeum. |    |                                   |                                                   |                          |                                                             |                      |               |
| 12 | 12 | Oh, Tannerbaum                    | Drzewko Tannerów                                  | Rick Gough               | Donald Todd                                                 | 22 grudnia 1986      | 1012          |
| Alf z niecierpliwością oczekuje swoich pierwszych świąt Bożego Narodzenia. Jeszcze bardziej nie może doczekać się śniegu, o którym tyle czytał. Niespodziewanie dowiaduje się, że w Los Angeles śnieg nie pada, a co gorsze, Tannerowie mają zamiar spędzić święta przy plastikowej choince. Alf nakłania Williego, aby pojechali w góry, ściąć prawdziwe drzewko. Kiedy Alf i Willie gubią się w lesie, odkrywają prawdziwy sens Bożego Narodzenia.                                   |    |                                   |                                                   |                          |                                                             |                      |               |
| 13 | 13 | Mother and Child Reunion          | Niespodziewana wizyta Dorothy                     | Tom Patchett             | Bob Bendetson, Howard Bendetson                             | 12 stycznia 1987     | 1014          |
| Niespodziewana wizyta apodyktycznej matki Kate, Dorothy, zmusza Alfa do powrotu do kryjówki w garażu. Jednak w pewnym momencie Alf postanawia ujawnić się i porozmawiać z Dorothy. Po pierwszym szoku wywołanym widokiem kosmity matka Kate decyduje się na rozmowę z Alfem, a ten wyjaśnia jej, że jej dyktatorskie zapędy doprowadzają rodzinę Tannerów do szału. |    |                                   |                                                   |                          |                                                             |                      |               |
| 14 | 14 | A Little Bit of Soap              | Odrobina mydła                                    | Tom Patchett             | Laurie Gelman                                               | 19 stycznia 1987     | 1015          |
| Alf postanawia wysłać swoją propozycję kontynuacji scenariusza ulubionej opery mydlanej, odnosi duży sukces. Niestety, w stu procentach jego pomysły nie zostały opracowane samodzielnie przez niego, zaczerpnął je bowiem z podsłuchanych rozmów Kate z jej matką, Dorothy. Podczas oglądania kolejnego odcinka serialu, tym razem na podstawie scenariusza Alfa, Dorothy i Tannerowie wpadają we wściekłość, kiedy orientują się, że kosmita ujawnił szczegóły ich prywatnego życia. |    |                                   |                                                   |                          |                                                             |                      |               |
| 15 | 15 | I've Got a New Attitude           | Nowe nastawienie                                  | Nancy Heydorn            | Anne Meara                                                  | 2 lutego 1987        | 1017          |
| Alf, mocno przejęty dniem świętego Walentego, postanawia zabawić się w swatkę. Celem jego działań jest nakłonienie matki Kate, Dorothy, która nie umówiła się z nikim od czasu śmierci męża, by dała zaprosić się na randkę zalecającemu się do niej Whizzerowi. Dorothy jest uparta, bardziej uparty okazuje się jednak Alf, który w końcu stawia na swoim. |    |                                   |                                                   |                          |                                                             |                      |               |
| 16 | 16 | Try to Remember (1)               | Próba przypomnienia (1)                           | Tom Patchett             | Howard Bendetson, Bob Bendetson, Donald Todd, Laurie Gelman | 9 lutego 1987        | 1023A         |
| Alf zostaje porażony prądem. Kiedy odzyskuje przytomność, okazuje się, że cierpi na amnezję. Wydaje mu się, że jest agentem ubezpieczeniowym i zdradza żonę z kochanką Brendą. Jest także przekonany, że został porwany przez rodzinę Tannerów. Ta stara się odzyskać mu pamięć, przypominając niedawne wydarzenia. |    |                                   |                                                   |                          |                                                             |                      |               |
| 17 | 17 | Try to Remember (2)               | Próba przypomnienia (2)                           | Tom Patchett             | Howard Bendetson, Bob Bendetson, Donald Todd, Laurie Gelman | 9 lutego 1987        | 1023B         |
| Kontynuacja poprzedniego odcinka. Tannerowie nadal próbują pomóc odzyskać pamięć Alfowi, w tym samym czasie mają do czynienia z policją. |    |                                   |                                                   |                          |                                                             |                      |               |
| 18 | 18 | Border Song                       | Graniczna piosenka                                | Tom Patchett             | Donald Todd                                                 | 16 lutego 1987       | 1016          |
| Alf zaprzyjaźnia się z meksykańskim chłopcem, nielegalnym imigrantem Luisem Tejadą, którego Willie przyprowadza do domu, po tym, jak pracownikom jego biura nie udaje się skontaktować z ojcem Luisa. Willie nie potrafi nakłonić chłopca do zwierzeń, wspólny język znajduje z nim dopiero Alf. Kudłaty kosmita i meksykański imigrant szybko odkrywają, że borykają się z podobnymi problemami.                                                                                      |    |                                   |                                                   |                          |                                                             |                      |               |
| 19 | 19 | Wild Thing                        | Dzika rzecz                                       | Nancy Heydorn            | Stephen Sustarsic, David Silverman                          |                      | 1018          |
| Alf przechodzi charakterystyczną dla mieszkańców swojej planety zmianę osobowości. Przedtem każe się jednak zamknąć na dwadzieścia cztery godziny w klatce. Ostrzega Tannerów, by nie wypuszczali go z niej pod żadnym pozorem. Naiwny Brian daje się jednak oszukać kosmicie, uwalnia go z klatki. Cała rodzina poszukuje w popłochu odmienionego Alfa. |    |                                   |                                                   |                          |                                                             |                      |               |
| 20 | 20 | Going Out of My Head Over You     | Szaleję przez Ciebię                              | Nancy Heydorn            | Howard Bendetson, Bob Bendetson                             | 16 marca 1987        | 1019          |
| Zachowanie Alfa i jego brak szacunku dla członków rodziny wyprowadzają Williego z równowagi. Sytuacja staje się niezręczna. Willie postanawia skorzystać z usług specjalisty. Psycholog i zarazem jego przyjaciel podejmuje się przeprowadzenia psychoterapii oraz próby pogodzenia zwaśnionego kosmity i głowy rodziny. |    |                                   |                                                   |                          |                                                             |                      |               |
| 21 | 21 | Lookin’ Through the Windows       | Wyglądając przez okna                             | Nancy Heydorn            | Bob Bendetson                                               | 23 marca 1987        | 1021          |
| Alf jest święcie przekonany, że był świadkiem morderstwa. Całą rodzinę Tannerów ogarnia panika, kiedy Alf zaklina się, że widział jak Trevor Ochmonek zabił swoją żonę, Raquel. Jest to parodia filmu „Okno na podwórze”. |    |                                   |                                                   |                          |                                                             |                      |               |
| 22 | 22 | It Isn't Easy... Bein' Green      | To nie jest łatwe być szparagiem                  | Peter Bonerz             | Lisa Stotsky, Wendy Graf                                    | 30 marca 1987        | 1007          |
| Brian przyjął trudną rolę szparaga w zbliżającym się szkolnym przedstawieniu. Chłopiec stracił wiarę w swoje umiejętności aktorskie, kiedy koledzy go wyśmiali. Alf uczy go zaklęcia, które przynosi szczęście, dzięki niemu Brian staje się bardziej pewny siebie. Zapomina jednak zabrać kluczowy dla tegoż zaklęcia rekwizyt na przedstawienie. |    |                                   |                                                   |                          |                                                             |                      |               |
| 23 | 23 | The Gambler                       | Gracz                                             | Gary Shimokawa           | Laurie Gelman, Thad Mumford                                 | 6 kwietnia 1987      | 1022          |
| Alf wciąga się w gry hazardowe, uważa bowiem, że w ten sposób pomoże rodzinie spłacić dom. Kosmita nie ma jednak szczęścia. Wkrótce popada w poważne długi. Kiedy Nick pojawia się w domu Tannerów, by wyegzekwować pieniądze, Alf ma wrażenie, że jego dni są policzone. |    |                                   |                                                   |                          |                                                             |                      |               |
| 24 | 24 | Weird Science                     | Niesamowita nauka                                 | Paul Fusco               | Paul Fusco                                                  | 13 kwietnia 1987     | 1020          |
| Alf dzieli się z Brianem wiedzą na temat budowy wszechświata. Chłopiec ma kłopoty w szkole, ponieważ uparcie twierdzi, że Układ Słoneczny składa się z jedenastu planet. Kiedy Tannerom psuje się telewizor, Alf postanawia zająć się naprawą. Wynika z tego seria nieprzewidzianych problemów. |    |                                   |                                                   |                          |                                                             |                      |               |
| 25 | 25 | La Cuckaracha                     | Karaluch                                          | Peter Baldwin            | Jerry Stahl                                                 | 4 maja 1987          | 1025          |
| Rodzina Tannerów przeżywa plagę karaluchów z planety Melmac. Alf dochodzi do wniosku, że jajeczka tych pasożytów przywiózł ze sobą statkiem kosmicznym. Potraktowane trutką na owady karaluchy rosną. Alf odkrywa w końcu sposób na pozbycie się nieproszonych gości. |    |                                   |                                                   |                          |                                                             |                      |               |
| 26 | 26 | Come Fly With Me                  | Leć ze mną                                        | Peter Baldwin            | Nelson Costello                                             | 11 maja 1987         | 1024          |
| Sąsiedzi Tannerów, Ochmonkowie, zapraszają ich na wspólny weekend, który mają spędzić w samolocie. Niestety, Alf musi zostać w domu. Po starcie samolotu, ku przerażeniu Williego, okazuje się, że Alf jest na pokładzie. Kiedy pilotujący samolot Trevor Ochmonek nagle źle się poczuł, Alf ma za zadanie bezpiecznie wylądować. Ten odcinek to parodia filmu „Czy leci z nami pilot?”.                                                                                               |    |                                   |                                                   |                          |                                                             |                      |               |

## Seria 2
| № | #  | Tytuł                                                          | Polski tytuł                                            | Reżyseria         | Scenariusz               | Premiera (NBC)       | Kod produkcji |
| --- | -- | -------------------------------------------------------------- | ------------------------------------------------------- | ----------------- | ------------------------ | -------------------- | ------------- |
| 27 | 1  | Working My Way Back to You                                     | Wielka próba                                            | Nick Havinga      | Steve Pepoon             | 21 września 1987     | 2003          |
| Nieznośne zachowanie Alfa wyprowadza wszystkich członków rodziny z równowagi. Tannerowie postanawiają urządzić mu mieszkanie w garażu. Kosmita błaga domowników, by dali mu jeszcze jedną szansę i pozwolili znów zamieszkać w domu. Willie ulega Alfowi. Rodzina przeżywa bardzo trudny weekend, przyzwyczajając się do nowego, grzecznego Alfa. |    |                                                                |                                                         |                   |                          |                      |               |
| 28 | 2  | Somewhere Over the Rerun (aka) The Ballad of Gilligan’s Island | Gdzieś na powtórce serialu – Ballada o wyspie Gilligana | Nick Havinga      | Scott Spencer Gordon     | 28 września 1987     | 2004          |
| Alf, zafascynowany serialem „Wyspa Gilligana” postanawia zrekonstruować w ogrodzie podobną wyspę. Pomysł nie przypada do gustu Williemu. Wkrótce potem Alf, we śnie odwiedza serialową wyspę, gdzie spotyka rozbitków: Gilligana, Szypra, Profesora i Mary Ann. |    |                                                                |                                                         |                   |                          |                      |               |
| 29 | 3  | Take a Look at Me Now                                          | Spójrz teraz na mnie                                    | Gary Shimokawa    | Steve Pepoon             | 5 października 1987  | 2006          |
| Raquel Ochmonek, sąsiadka Tannerów, dostrzega Alfa. Nikt jednak nie wierzy w jej opowieści o kudłatym kosmicie. Wkrótce wszyscy, nawet jej mąż, zaczynają traktować ją jak wariatkę. Alf bardzo jej współczuje i postanawia pomóc sąsiadce w odzyskaniu psychicznej równowagi. |    |                                                                |                                                         |                   |                          |                      |               |
| 30 | 4  | Wedding Bell Blues                                             | Weselne dzwony rozpaczy                                 | Burt Brinckerhoff | Lisa A. Bannick          | 12 października 1987 | 2010          |
| Lynn zachęca Alfa do stworzenia drzewa genealogicznego. Kosmita z przerażeniem odkrywa, że jego rodzice pobrali się, zanim przyszedł na świat, co jest hańbą na jego planecie. Alf wstępuje do klasztoru, ma jednak problem z dochowaniem ślubu milczenia. |    |                                                                |                                                         |                   |                          |                      |               |
| 31 | 5  | Prime Time                                                     | Czas największej oglądalności                           | Burt Brinckerhoff | Lisa A. Bannick          | 19 października 1987 | 2009          |
| Alf postanawia podnieść oglądalność ulubionych programów telewizyjnych, zabierając licznik, który mierzy liczbę widzów, do pojazdu kosmicznego. Jego działania wprowadzają panikę w kierownictwie NBC. |    |                                                                |                                                         |                   |                          |                      |               |
| 32 | 6  | Some Enchanted Evening                                         | Co za (wspaniały) czarujący wieczór                     | Gary Shimokawa    | Seth Weisbord            | 26 października 1987 | 2005          |
| Za namową Alfa Willie organizuje bal przebierańców z okazji Halloween. Ma nadzieję, że uda mu się w ten sposób zaimponować szefowi i dostać lepszą pracę. Goście stawiają się tłumnie. Sytuacja staje się jednak niebezpieczna, kiedy niekwestionowaną gwiazdą wieczoru zostaje Alf, któremu wszyscy gratulują doskonałego przebrania. |    |                                                                |                                                         |                   |                          |                      |               |
| 33 | 7  | Pretty Woman                                                   | Och, ładna kobieta                                      | Burt Brinckerhoff | Alicia Marie Schudt      | 2 listopada 1987     | 2001          |
| Lynn jest przygnębiona, ponieważ na szkolnej zabawie chłopak, który bardzo się jej podobał, nie zwrócił na nią uwagi. Zaczyna wątpić w to że jest piękna. Rodzina próbuje pocieszyć Lynn, Alf zaś wpada na pomysł zgłoszenia jej do udziału w konkursie piękności. Dziewczyna odnosi się bardzo sceptycznie do tego pomysłu, Alf ma jednak pewien plan, który zaskoczy wszystkich. |    |                                                                |                                                         |                   |                          |                      |               |
| 34 | 8  | Something’s Wrong With Me                                      | Coś jest ze mną nie tak                                 | Burt Brinckerhoff | Steve Pepoon             | 9 listopada 1987     | 2011          |
| Gdy Dorothy przyszła bez zapowiedzi zapowiadając swoje wesele, Alf dostaje nieludzki przypadek metalicznej czkawki. Na Melmac stosowane są dwie kuracje: świeży sok z kota i coś tak obrzydliwego, że Alf nie chce tego wspomnieć. By uratować ślub Tannerowie próbują dać fałszywy sok z kota. |    |                                                                |                                                         |                   |                          |                      |               |
| 35 | 9  | Night Train                                                    | Nocny pociąg                                            | Burt Brinckerhoff | Bob Bendetson            | 16 listopada 1987    | 2013          |
| Willie opowiada rodzinie jak w młodości jeździł pociągami na gapę. Alf nigdy jeszcze nie widział pociągu. Nakłania Williego, aby pozwolił mu zobaczyć pociąg. Willie postanawia iść z Alfem. Jednak gdy kosmitę wystraszył ogromny pies, ten wskoczył na pociąg. |    |                                                                |                                                         |                   |                          |                      |               |
| 36 | 10 | Isn't it Romantic                                              | Czyż to nie romantyczne                                 | Gary Shimokawa    | Seth Weisbord            | 23 listopada 1987    | 2008          |
| Bojąc się zostawić Alfa samego w domu, Tannerowie przestają wychodzić razem. Alf jest przekonany, że przyczyną takiego stanu rzeczy są kłopoty małżeńskie Tannerów. Kosmita postanawia, z pomocą dzieci, zorganizować Williemu i Kate drugi miesiąc miodowy. |    |                                                                |                                                         |                   |                          |                      |               |
| 37 | 11 | Hail to the Chief                                              | Pozdrowienie do szefa                                   | Burt Brinckerhoff | Lisa A. Bannick          | 7 grudnia 1987       | 2014          |
| Alf budzi Kate każdej nocy, by dowiedzieć się od niej szczegółów na temat amerykańskiej polityki. Po którymś z wykładów Kate śni się, że ona i Alf są konkurentami w wyborach prezydenckich. W odcinku występuje gościnnie znany, zajmujący się polityką dziennikarz, John McLaughlin. |    |                                                                |                                                         |                   |                          |                      |               |
| 38 | 12 | Alf's Special Christmas (1)                                    | Alf wydanie specjalne bożonarodzeniowe (1)              | Burt Brinckerhoff | Steve Hollander          | 14 grudnia 1987      | 2040A         |
| Alf i Tannerowie przygotowują się, aby Boże Narodzenie spędzić w domku letniskowym. Kiedy właściciel przychodzi odwiedzić ich, Alf skacze do samochodu właściciela i jest wzięty do szpitala, wydany jako dar dla małej dziewczynki. |    |                                                                |                                                         |                   |                          |                      |               |
| 39 | 13 | Alf's Special Christmas (2)                                    | Alf wydanie specjalne bożonarodzeniowe (2)              | Burt Brinckerhoff | Steve Hollander          | 14 grudnia 1987      | 2040B         |
| Alf próbuje uciec ze szpitala ale kończy wetknięty w windzie z kobietą podczas porodu. Po pomaganiu kobiecie rodzić, Alf udaje, że jest zabawką i właściciel domku letniskowego kładzie z powrotem go do samochodu i pracują bez wytchnienia. Kiedy właściciel domku letniskowego ma zamiar skoczyć z mostu, Alf przebiera się w kostium Świętego Mikołaja i przekonuje właściciela domku letniskowego by pojechał z powrotem do domku, gdzie Alf spotyka Tannerów.                                  |    |                                                                |                                                         |                   |                          |                      |               |
| 40 | 14 | The Boy Next Door                                              | Chłopiec w pobliżu                                      | Burt Brinckerhoff | Michael Reiss, Al Jean   | 4 stycznia 1988      | 2015          |
| Do sąsiadów Tannerów, państwa Ochmonków, przyjeżdża z wizytą ich siostrzeniec, Jake. Rachel, która nie potrafi poradzić sobie z wychowywaniem nastolatka, prosi o pomoc Tannerów. Im także nie udaje się dotrzeć do zbuntowanego chłopaka. Dopiero Alf dochodzi do porozumienia z Jakiem. Co więcej odkrywa, że ma on pewien ukryty talent. |    |                                                                |                                                         |                   |                          |                      |               |
| 41 | 15 | Can I Get a Witness?                                           | Mogę dostać świadka?                                    | Gary Shimokawa    | Nelson Costello          | 11 stycznia 1988     | 2007          |
| Ktoś wybija szybę Ochmonków piłką. Nikt jednak nie chce przyznać się do winy. Poszlaki wskazują na to, że sprawcą przestępstwa był Alf. Tannerowie postanawiają urządzić mu proces. Pewny siebie kosmita, przekonany o tym, że uda mu się uniknąć kary pozbawienia praw do oglądania telewizji, postanawia stawić się na procesie i zostać własnym adwokatem. |    |                                                                |                                                         |                   |                          |                      |               |
| 42 | 16 | We're So Sorry, Uncle Albert                                   | Tak nam przykro, wujku Albercie                         | Nick Havinga      | Paul Fusco               | 25 stycznia 1988     | 2016          |
| Przebywszy dwa ciężkie zawały serca, wujek Albert pragnie spokojnie dożyć swoich dni w domu Tannerów. Niestety, nikt nie uprzedził go o obecności kosmity. Wuj widząc Alfa biwakującego w ogrodzie, dostaje kolejnego zawału. Alf, obawiając się, że przestraszył na śmierć biednego staruszka, postanawia odprawić melmacki obrządek żałobny. |    |                                                                |                                                         |                   |                          |                      |               |
| 43 | 17 | Someone To Watch Over Me (1)                                   | Ktoś na mojej zmianie cz. 1                             | Gary Shimokawa    | Wendy Graf, Lisa Stotsky | 8 lutego 1988        | 2019          |
| Alf upiera się, że chce pomóc Tannerom w pełnieniu sąsiedzkiego patrolu. Kosmita wszczyna tyle fałszywych alarmów, że nikt mu nie wierzy, kiedy dostrzega prawdziwego włamywacza okradającego dom Ochmonków. Alf postanawia samodzielnie zmierzyć się ze złoczyńcą. Wkrótce przyjeżdża jednak policja, włamywacz ucieka, a kosmita zostaje sam na miejscu przestępstwa. |    |                                                                |                                                         |                   |                          |                      |               |
| 44 | 18 | Someone To Watch Over Me (2)                                   | Ktoś na mojej zmianie cz. 2                             | Gary Shimokawa    | Wendy Graf, Lisa Stotsky | 15 lutego 1988       | 2020          |
| Willie musi ocalić Alfa przed członkami brygady antyterrorystycznej, która otoczyła dom Ochmonków. Kosmita, by powstrzymać agentów przed wtargnięciem do domu, udaje, że wziął zakładników. Tymczasem Willie zastanawia się, jak wyciągnąć Alfa z opresji. |    |                                                                |                                                         |                   |                          |                      |               |
| 45 | 19 | We Gotta Get Out of This Place                                 | Musimy się stąd wydostać (Nie będziemy tam)             | Gary Shimokawa    | Marjorie Gross           | 22 lutego 1988       | 2018          |
| Alf zaprasza niewidomą przyjaciółkę, Jody, która chwilowo nie ma gdzie się podziać, by zamieszkała z Tannerami. Dziewczyna nie chcąc narzucać się rodzinie, szybko znajduje nowe lokum. Alf postanawia z nią zamieszkać. Ku jego zdumieniu, Jody uważa jednak, że nie jest to najlepszy pomysł. |    |                                                                |                                                         |                   |                          |                      |               |
| 46 | 20 | You Ain’t Nothin’ But a Hound Dog                              | Nie jesteś bezpański. Pieskie życie                     | Gary Shimokawa    | Scott Spencer Gordon     | 29 lutego 1988       | 2002          |
| Brian znajduje i przyprowadza do domu błąkającego się po ulicy psa. Tannerowie dają do prasy ogłoszenie, by odnaleźć jego właściciela. Po psa zgłasza się Ethel, starsza i bardzo niesympatyczna kobieta. Rodzina podejrzewa, że nie jest ona właścicielką zwierzaka. Ich przypuszczenia potwierdzają się, kiedy odwiedza ich rzeczywista właścicielka, Hannah. Okazuje się jednak, że jest już za późno, Alf, zazdrosny o psiaka, który skupił na sobie całą uwagę Tannerów, zdążył oddać go Ethel. |    |                                                                |                                                         |                   |                          |                      |               |
| 47 | 21 | Hit Me With Your Best Shot                                     | Pokaż mi swój najlepszy strzał                          | Gary Shimokawa    | Kevin Abbott             | 7 marca 1988         | 2021          |
| Alf uczy Briana technik samoobrony, by mógł pokonać postrach szkoły Kenny’ego Duncana. Tymczasem Willie próbuje przekonać syna, że najlepszą obroną jest unikanie przemocy. Zmienia jednak zdanie, poznawszy ojca Kenny’ego. |    |                                                                |                                                         |                   |                          |                      |               |
| 48 | 22 | Movin' Out                                                     | Przeprowadzka                                           | Nick Havinga      | Alicia Marie Schudt      | 14 marca 1988        | 2022          |
| Willie dostaje awans w pracy. Nowe stanowisko wymaga jednak przeprowadzki do San Diego, co przeraża całą rodzinę. Alf, podejrzewając, że nowa praca unieszczęśliwi Williego, uniemożliwia mu sprzedanie domu, ukazując się kolejnym potencjalnym nabywcom jako duch. |    |                                                                |                                                         |                   |                          |                      |               |
| 49 | 23 | I’m Your Puppet                                                | Jestem twoją marionetką                                 | Al Jean           | Michael Reiss            | 21 marca 1988        | 2012          |
| Nowy przyjaciel Alfa, brzuchomówca Paul, czyni z kosmity swoją maskotkę. Tannerom zaczyna brakować dawnego, nieposłusznego Alfa, postanawiają więc zwrócić się do psychiatry, by ten pomógł Alfowi odzyskać uprzednią, niezależną osobowość. |    |                                                                |                                                         |                   |                          |                      |               |
| 50 | 24 | Tequila                                                        | Tequila                                                 | Nick Havinga      | Sandy Gillis, Art Everet | 28 marca 1988        | 2023          |
| Tannerów odwiedza przyjaciółka Kate, Maura, mająca poważne problemy z alkoholem. Budząc się w nocy Maura widzi buszującego po domu Alfa i przekonana jest, że ma omamy z powodu delirium. To przekonuje ją ostatecznie o konieczności poddania się terapii. |    |                                                                |                                                         |                   |                          |                      |               |
| 51 | 25 | We Are Family                                                  | Jesteśmy rodziną                                        | Nick Havinga      | Steve Pepoon             | 2 maja 1988          | 2024          |
| Sytuacja Alfa, który nie może pokazać się światu, staje się dla niego nieznośna. Kosmita popada w głęboką depresję. Całe dnie spędza na wyobrażaniu sobie, że może spokojnie chodzić po ulicach, poznawać nowych ludzi, a nawet zostać gwiazdą telewizyjnych talk-show. Zaniepokojeni Tannerowie postanawiają urządzić przyjęcie i przedstawić Alfa znajomym. |    |                                                                |                                                         |                   |                          |                      |               |
| 52 | 26 | Varsity Drag                                                   | Plany na przyszłość (Sny o koledżu)                     | Gary Shimokawa    | Lisa A. Bannick          | 9 maja 1988          | 2017          |
| Lynn pragnie studiować w Amherst, Tannerów nie stać jednak na tak drogi college z powodu wydatków, które ponoszą, utrzymując Alfa. Kosmita, dowiedziawszy się o tym, zarzuca sobie, że jego obecność w domu Tannerów uniemożliwi Lynn zrealizowanie życiowych planów. Postanawia zatrudnić się jako roznosiciel gazet. Ze zwykłą sobie lekkomyślnością Alf podejmuje się pracy, której wykonać nie jest w stanie, prosi więc o pomoc Williego i Kate.                                                |    |                                                                |                                                         |                   |                          |                      |               |

## Seria 3
| № | #  | Tytuł                                                    | Polski tytuł                              | Reżyseria         | Scenariusz                                            | Premiera (NBC)       | Kod produkcji |
| --- | -- | -------------------------------------------------------- | ----------------------------------------- | ----------------- | ----------------------------------------------------- | -------------------- | ------------- |
| 53 | 1  | Stop in the Name of Love                                 | Zatrzymaj się w imię miłości              | Nick Havinga      | Gwyn Gurian, Skip Frank                               | 3 października 1988  | 3001          |
| Alf, Willie, Kate i Brian są mocno zaniepokojeni depresją Lynn, która niedawno rozstała się z chłopakiem. Alf postanawia wziąć sprawy w swoje ręce i umówić Lynn z Dannym, najprzystojniejszym chłopakiem w szkole. Kosmita nie rozumie, że z chwilą zorganizowania spotkania rola swatki się kończy. Ukrywa się na tylnym siedzeniu samochodu i jedzie z Lynn i Dannym na ich pierwszą randkę.                                               |    |                                                          |                                           |                   |                                                       |                      |               |
| 54 | 2  | Stairway to Heaven                                       | Schody do nieba                           | Burt Brinckerhoff | Philip Whitehill                                      | 10 października 198  | 3005          |
| Alf zastanawia się, jak wyglądałoby jego życie bez rodziny Tannerów. Kiedy kosmita zostaje ranny w głowę i traci przytomność, ukazuje mu się anioł stróż, który, na prośbę Alfa, roztacza przed nim wizję sielankowego życia bez Willego, Kate i ich dzieci. |    |                                                          |                                           |                   |                                                       |                      |               |
| 55 | 3  | Breaking Up Is Hard to Do                                | Ciężkie Rozstania                         | Nick Havinga      | Steve Pepoon                                          | 17 października 1988 | 3002          |
| Sąsiad Tannerów, Trevor Ochmonek, po karczemnej awanturze z żoną wprowadza się do Tannerów. Zadaniem Alfa jest pogodzenie skłóconych małżonków. |    |                                                          |                                           |                   |                                                       |                      |               |
| 56 | 4  | Tonight, Tonight (1)                                     | Dzisiejszego wieczoru cz. 1               | Burt Brinckerhoff | Michael Reiss, Al Jean, Lisa A. Bannick, Steve Pepoon | 24 października 1988 | 3006A         |
| Odcinek specjalny. Alf jest gospodarzem popularnego amerykańskiego talk show: „The Tonight Show Starring Johnny Carson” i przeprowadza rozmowy z plejadą gwiazd Hollywood. |    |                                                          |                                           |                   |                                                       |                      |               |
| 57 | 5  | Tonight, Tonight (2)                                     | Dzisiejszego wieczoru cz. 2               | Burt Brinckerhoff | Michael Reiss, Al Jean, Lisa A. Bannick, Steve Pepoon | 24 października 1988 | 3006B         |
| Kontynuacja poprzedniego odcinka. Alf jest gospodarzem popularnego amerykańskiego talk show: „The Tonight Show Starring Johnny Carson” i przeprowadza rozmowy z plejadą gwiazd Hollywood. |    |                                                          |                                           |                   |                                                       |                      |               |
| 58 | 6  | Promises, Promises                                       | Obietnice, obietnice                      | Burt Brinckerhof  | Beverly Archer                                        | 31 października 1988 | 3004          |
| Alf zdradza sekret, z którego Lynn zwierzyła mu się, licząc na jego dyskrecję. Kosmita próbuje wszelkich możliwych sposobów, by odzyskać zaufanie rozgoryczonej dziewczyny. |    |                                                          |                                           |                   |                                                       |                      |               |
| 59 | 7  | Turkey in the Straw (1)                                  | Indyk na sianie cz. 1                     | Nick Havinga      | Steve Hollander                                       | 14 listopada 1988    | 3008A         |
| Bezdomny, buszujący w śmietnikach Tannerów w Święto Dziękczynienia, spostrzegł Alfa. Czy żebrak, skuszony niebagatelną nagrodą w wysokości pięciu tysięcy dolarów, zdecyduje się zadenuncjować kosmitę poszukującej go rządowej organizacji do spraw istot pozaziemskich? |    |                                                          |                                           |                   |                                                       |                      |               |
| 60 | 8  | Turkey in the Straw (2)                                  | Indyk na sianie cz. 2                     | Nick Havinga      | Steve Hollander                                       | 15 listopada 1988    | 3008B         |
| Kontynuacja poprzedniego odcinka. |    |                                                          |                                           |                   |                                                       |                      |               |
| 61 | 9  | Changes                                                  | Zmienia się                               | Nick Havinga      | Lisa A. Bannick                                       | 21 listopada 1988    | 3007          |
| Zwolniony z pracy Willie przejmuje obowiązki domowe Kate, która musi wrócić do dawnego zawodu. Alf, przyzwyczajony do obecności Kate w domu, nieustannie nęka ją telefonami. Niestety, natarczywy kosmita nie jest jedynym problemem Kate, która boryka się także z typowymi dla kobiet w pierwszym trymestrze ciąży wahaniami nastroju. |    |                                                          |                                           |                   |                                                       |                      |               |
| 62 | 10 | My Back Pages                                            | Strzępki pamięci                          | Burt Brinckerhoff | Ron Burla                                             | 28 listopada 1988    | 3012          |
| Oglądając filmy z lat 60., Willie zaczyna wspominać czasy college’u. Wspomnienia z dawnych lat są jednak bardzo mgliste. Zdarzenia z życia mieszają mu się w głowie do tego stopnia, że gotów jest przysiąc, że jego najlepszym przyjacielem ze szkolnych lat był Alf. |    |                                                          |                                           |                   |                                                       |                      |               |
| 63 | 11 | Alone Again, Naturally                                   | Naturalnie znowu sam                      | Burt Brinckerhoff | Paul Fusco                                            | 5 grudnia 1988       | 3013          |
| Alf przeczytał w pewnym czasopiśmie historię rodziny, która od wielu lat mieszka pod jednym dachem z kosmitą. Jest przekonany, że kosmitą opisanym w artykule jest jego kuzyn, który zaginął dawno temu. |    |                                                          |                                           |                   |                                                       |                      |               |
| 64 | 12 | Do You Believe in Magic?                                 | Wierzysz w magię?                         | Tony Csiki        | Scott Spencer Gordon                                  | 12 grudnia 1988      | 3009          |
| Alf kupuje zestaw do magicznych sztuczek. Rodzina Tannerów cierpliwie znosi nieudolne poczynania kosmity. Alfowi udaje się wreszcie dowieść, że jest prawdziwym magikiem i sprawić, by Brian zniknął. |    |                                                          |                                           |                   |                                                       |                      |               |
| 65 | 13 | Hide Away                                                | Kryjówka                                  | Burt Brinckerhoff | Steve Pepoon                                          | 9 stycznia 1989      | 3014          |
| Jim, kolega z pracy Williego, wyjawia w tajemnicy Tannerom, że jest świadkiem koronnym w procesie pewnego gangstera. Alf, obawiając się o bezpieczeństwo rodziny, zastawia w domu szereg pułapek. |    |                                                          |                                           |                   |                                                       |                      |               |
| 66 | 14 | Fight Back                                               | Zwalczanie                                | Nick Havinga      | Seth Weisbord                                         | 16 stycznia 1989     | 3016          |
| Alf postanawia uwiecznić na taśmie wideo machlojki nieuczciwego mechanika samochodowego, który naciąga Lynn i Williego, przekonując ich o konieczności dokonywania napraw, które są w rzeczywistości zbędne. Kiedy próby udowodnienia mechanikowi oszustw zawodzą, Willie wykorzystuje film Alfa. Całe zamieszanie kończy się występem Williego w programie telewizyjnym broniącym praw konsumenta. Jego gospodarzem jest sam David Horowitz. |    |                                                          |                                           |                   |                                                       |                      |               |
| 67 | 15 | Suspicious Minds                                         | Podejrzane umysły                         | Nick Havinga      | Michael Reiss, Al Jean                                | 23 stycznia 1989     | 3010          |
| Alf jest przekonany, że Elvis Presley nadal żyje, co więcej, jest jego sąsiadem. Kosmita jest pewien, że człowiek, który tak bardzo przypomina Elvisa, ukrywa się jedynie pod pseudonimem Aarona Kinga. |    |                                                          |                                           |                   |                                                       |                      |               |
| 68 | 16 | Baby Love                                                | Miłość dziecka                            | Nick Havinga      | Lisa A. Bannick                                       | 6 lutego 1989        | 3011          |
| Dziecko przebywające z wizytą w domu Tannerów wywołuje u Alfa reakcję alergiczną. Kosmita przekonany jest, że jest to niechybny znak, iż będzie musiał ustąpić przynależnego mu miejsca w domu Tannerów dziecku, którego spodziewa się Kate. |    |                                                          |                                           |                   |                                                       |                      |               |
| 69 | 17 | Running Scared                                           | Ciągły strach                             | Gary Shimokawa    | Steve Pepoon                                          | 13 lutego 1989       | 3017          |
| Alf wpada w panikę, kiedy były terrorysta grozi mu, że skrzywdzi Tannerów. Ponadto szantażuje kosmitę zadenuncjowaniem go instytucji zajmującej się nielegalnymi imigrantami. |    |                                                          |                                           |                   |                                                       |                      |               |
| 70 | 18 | Standing in the Shadows of Love                          | Uczestniczenie w cieniach miłości         | Nick Havinga      | Roger S.H. Schulman, David Cohen                      | 20 lutego 1989       | 3015          |
| Alf bawi się w Cyrano de Bergeraca. Postanawia napisać Jake’owi listy które mają mu pomóc w zdobyciu jego szkolnej koleżanki. Alf odkrywa w sobie poetę i pisze mnóstwo listów. Wkrótce Jake idzie pod dom Laury [jego ulubienicy] a razem z nim Alf, który mu podpowiada co mówić. Jake umawia się z dziewczyną do kina, a Alf popada w smutek i zaczyna oglądać filmy romantyczne, ponieważ uważa, że już nigdy nie spotka Rhondy.          |    |                                                          |                                           |                   |                                                       |                      |               |
| 71 | 19 | Superstition                                             | Przesąd                                   | Gary Shimokawa    | Steve Pepoon                                          | 27 lutego 1989       | 3020          |
| Alf przez przypadek niszczy książkę, co według przesądu z jego rodzinnej planety przynosi nieszczęście. Kudłaty kosmita upiera się przy odprawieniu dziwacznego melmackiego rytuału, który może odwrócić zły los. |    |                                                          |                                           |                   |                                                       |                      |               |
| 72 | 20 | Torn Between Two Lovers                                  | Rozdarcie między dwoma adoratorami        | Nick Havinga      | Beverly Archer                                        | 6 marca 1989         | 3021          |
| Alf, specjalista od stawiania ludzi w kłopotliwych sytuacjach, po raz kolejny komplikuje życie Lynn. Próbując zadbać o jej sprawy sercowe, umawia ją na randkę z dwoma chłopakami naraz. |    |                                                          |                                           |                   |                                                       |                      |               |
| 73 | 21 | Funeral For a Friend                                     | Pogrzeb dla przyjaciół                    | Paul Fusco        | Scott Spencer Gordon                                  | 20 marca 1989        | 3023          |
| Alf zamęcza Williego opowieściami o tym, że czuje się bardzo samotny. Wkrótce udaje mu się osiągnąć swój cel: uzyskać jego zgodę na hodowanie domowego zwierzaka. Kosmita decyduje się na mrówki. Jego nieodpowiedzialność prowadzi jednak wkrótce do poważnego kryzysu w mrówczej hodowli. Mrówki pozostawione zbyt długo na słońcu zdechły. Był to wielki cios dla świeżo praktykującego hodowcy, zdziwienie i żal.                         |    |                                                          |                                           |                   |                                                       |                      |               |
| 74 | 22 | Don't Be Afraid of the Dark                              | Nie obawiaj się ciemności                 | Nick Havinga      | Alicia Marie Schudt                                   | 27 marca 1989        | 3022          |
| Brian chciałby wycofać się z udziału w obozie harcerskim, w którym ma uczestniczyć pierwszy raz w życiu. Wyznaje w końcu Alfowi, że boi się ciemności. Alf i Jake postanawiają zorganizować biwak w ogrodzie, by przekonać chłopca, że noc w namiocie to nic strasznego. Okazuje się jednak, że Brian boi się najmniej z całej trójki. |    |                                                          |                                           |                   |                                                       |                      |               |
| 75 | 23 | Have You Seen Your Mother, Baby, Standing in the Shadow? | Dziecko, widziałeś co ukrywa Twoja matka? | Howard Storm      | Lisa A. Bannick                                       | 10 kwietnia 1989     | 3026          |
| Z wizytą przyjeżdża matka Jake’a. Chłopak nie jest tym zachwycony. Kate ginie droga biżuteria. Kosmita przekonany jest, że wie, kto jest prawdziwym złodziejem. Musi jednak swoje przypuszczenie udowodnić. |    |                                                          |                                           |                   |                                                       |                      |               |
| 76 | 24 | Like an Old Time Movie                                   | Film jak ze starych czasów                | Nick Havinga      | Nelson Costello                                       | 17 kwietnia 1989     | 3003          |
| Alf popada w nostalgię, oglądając filmy Chaplina i Valentino. Wkrótce kosmita ulega magii niemego kina. Alf i Jake piszą własną niemą komedię. Alf jest małym włóczęgą, Willie policjantem, Kate ubogą wdową z dziećmi niewidomą córką (Lynn) i niepełnosprawnym synem (Brian) |    |                                                          |                                           |                   |                                                       |                      |               |
| 77 | 25 | Shake, Rattle & Roll                                     | Zatrząś się, grzechocz i potocz się       | Nick Havinga      | Ron Burla                                             | 1 maja 1989          | 3018          |
| Alf przeżywa swoje pierwsze trzęsienie ziemi. Dla niego i rodziny Tannerów jest to ciężkie doświadczenie. |    |                                                          |                                           |                   |                                                       |                      |               |
| 78 | 26 | Having My Baby                                           | Nosisz moje dziecko                       | Nick Havinga      | Lisa A. Bannick                                       | 8 maja 1989          | 3019          |
| Alf i cała rodzina Tannerów zastanawiają się, w jaki sposób zmieni się ich życie, kiedy na świat przyjdzie trzecie dziecko. |    |                                                          |                                           |                   |                                                       |                      |               |

## Seria 4
| № | #  | Tytuł                                   | Polski tytuł                             | Reżyseria    | Scenariusz                                                                   | Premiera (NBC)       | Kod produkcji |
| --- | -- | --------------------------------------- | ---------------------------------------- | ------------ | ---------------------------------------------------------------------------- | -------------------- | ------------- |
| 79 | 1  | Baby, Come Back                         | Wracaj do domu                           | Paul Miller  | David Silverman, Stephen Sustarsic                                           | 18 września 1989     | 4002          |
| Willie i Kate nie mogą znaleźć opiekunki dla synka. Alf proponuje im, że zajmie się dzieckiem. Tannerowie nie mają zaufania do kosmity. Jednak Kate znajduje się w sytuacji podbramkowej, nie ma innego wyjścia, musi zostawić małego Erica pod opieką Alfa. Na początku wszystko przebiega zgodnie z planem. Alf karmi bobasa, przewija go i wychodzi z pokoju, by wyrzucić zużytą pieluszkę. Kiedy wraca do sypialni dziecka, przekonuje się, że Eric zniknął. Kosmita, który nie wie, że to Lynn i Brian, na polecenie matki zabrali braciszka, wpada w panikę. |    |                                         |                                          |              |                                                                              |                      |               |
| 80 | 2  | Lies                                    | Kłamstwa                                 | Paul Miller  | Wes Stern, Jordan Tabat                                                      | 25 września 1989     | 4003          |
| Alf, zaczytujący się w pismach brukowych, jest oburzony nieścisłościami w artykule na temat Plutona. Pisze list do wydawcy, który przeczytawszy go, proponuje kosmicie, by opublikował artykuł. Alf postanawia napisać o Plutonie pod pseudonimem Pan Wszechświat. Kiedy artykuł ukazuje się w druku, Alfowi nie podobają się poprawki, które wprowadzono bez autoryzacji. Zdenerwowany, nie w pełni świadomy tego, co robi, zgadza się na wywiad. Kiedy w domu Tannerów pojawiają się reporter i fotograf, Willie odsyła ich z kwitkiem. Niestety fotografowi udaje się zrobić kilka zdjęć Williego. Co gorsza okazuje się, że w tle jednego z nich udało mu się uchwycić sylwetkę Alfa. Willie zaprasza więc reporterów, którzy ponownie zjawiają się w jego domu. Podczas gdy on i jego żona Kate zabawiają ich niestworzonymi historiami z życia istot pozaziemskich. Alf musi włamać się do ich samochodu i wykraść z aparatu fotografa film, który może zdradzić jego obecność na Ziemi. |    |                                         |                                          |              |                                                                              |                      |               |
| 81 | 3  | Wanted: Dead or Alive                   | Poszukiwany: Żywy lub Martwy             | Nick Havinga | Victor Fresco                                                                | 2 października 1989  | 4004          |
| Alf ogląda program telewizyjny poświęcony kryminalistom. Ze zgrozą stwierdza, że jeden z poszukiwanych za poligamię i defraudację przestępców do złudzenia przypomina Williego. Kosmita postanawia nie wyjawiać na razie prawdy rodzinie, sam zaś zastanawia się nad sposobem uchronienia Williego przed podejrzeniami. Pech chce, że ów program oglądają także sąsiedzi Tannerów, Raquel i Trevor. Podczas gdy Raquel zachodzi w głowę, co czyni Williego tak atrakcyjnym dla kobiet, Trevor, skuszony wysoką nagrodą, decyduje się zadenuncjować sąsiada. |    |                                         |                                          |              |                                                                              |                      |               |
| 82 | 4  | We're in the Money                      | Mamy pieniądze                           | Paul Miller  | Jeanne Baruch, John Romano                                                   | 9 października 1989  | 4001          |
| Alf zastaje Williego pracującego w garażu przy komputerze. Ten tłumaczy mu, że próbował zakupić przez Internet prezent urodzinowy dla Kate. Kiedy Willie wychodzi z garażu, Alf postanawia dokonać własnych zakupów. Przypadkiem wchodzi na strony internetowe giełdy. Decyduje się zainwestować w akcje pewnej firmy. Tydzień później Willie i Kate otrzymują e-mail, z którego dowiadują się, że akcje, w które zainwestowali, przyniosły im pięć tysięcy dolarów zysku. Willie stanowczo żąda od kosmity, by przestał bawić się pieniędzmi. Alf uparcie gra dalej. |    |                                         |                                          |              |                                                                              |                      |               |
| 83 | 5  | Mind Games                              | Gry umysłu                               | Nick Havinga | Jerry Stahl                                                                  | 16 października 1989 | 3024          |
| Alf, zmuszony do stałego przebywania w domu, zaczyna się nudzić. Uświadamia sobie, że nie ma własnego życia. Przez cały dzień snuje się po domu, wtykając nos w nie swoje sprawy. Kate sugeruje kosmicie, by znalazł sobie jakieś hobby. Przyjaciel Tannerów, psycholog, jest zdania, że traktowanie Alfa jak dorosłego pomoże mu odzyskać wiarę w siebie i poczuć się lepiej. Tego samego wieczoru, przy kolacji, wszyscy domownicy proszą Alfa o radę i pomoc w rozwiązaniu problemów. Alf zaczyna wierzyć, że urodził się po to, by zostać psychologiem. |    |                                         |                                          |              |                                                                              |                      |               |
| 84 | 6  | Hooked on a Feeling                     | Igraszki z doznaniem                     | Nick Havinga | Victor Fresco                                                                | 23 października 1989 | 4005          |
| Alfowi z niewyjaśnionych przyczyn zasmakowała nagle (...) bawełna, po degustacji tej jakże nietypowej strawy Alf zaczął zachowywać się jak nietrzeźwy i śpiewać pieśni Franka Sinatry. Tannerowie początkowo byli przekonani, że jest to normalne u kosmitów „jego pokroju”. Jednak Alf szybko zaczął wykazywać niepokojące dla Williego i Kate symptomy uzależnienia. Willie, widząc, że Alf nie da rady samodzielnie uporać się z nałogiem, chcąc mu pomóc postanowił zorganizować spotkanie uzależnionych we własnym domu i samemu poddać się grupowej terapii, polegającej na opowiadaniu członkom grupy o uzależnieniu, oraz wsłuchiwaniu się w udzielane przez nich rady, którym i Alf mógłby przysłuchiwać się zza drzwi. |    |                                         |                                          |              |                                                                              |                      |               |
| 85 | 7  | He Ain’t Heavy, He's Willie's Brother   | Brat Willie`ego to nie kłopot            | Paul Fusco   | Lisa A. Bannick, Victor Fresco                                               | 30 października 1989 | 4006          |
| Neal, młodszy brat Williego, pojawia się w domu Tannerów. Wyznaje rodzinie, że po rozstaniu z żoną sprzedał samochód, mieszkanie i rzucił pracę. Rodzina przyjmuje go z otwartymi ramionami. Jedyną niezadowoloną z jego obecności osobą jest Alf, który musi teraz przesiadywać na strychu. Kosmita postanawia pozbyć się natrętnego Neala, pisząc do niego anonim, w którym doradza mu, by wyjechał z miasta. Jednak Willie znajduje list. Alf ponownie pisze list do Neala, tym razem podpisuje go jako Willie. Następnego dnia okazuje się, że Neal się wyprowadził. |    |                                         |                                          |              |                                                                              |                      |               |
| 86 | 8  | The First Time Ever I Saw Your Face     | Pierwszy raz widziałem twoją twarz       | Paul Fusco   | Lisa A. Bannick, Victor Fresco                                               | 6 listopada 1989     | 4007          |
| Alf może wreszcie odetchnąć z ulgą, kiedy Neal znajduje własne mieszkanie. Jego radość trwa jednak krótko. Neal jest bowiem nadal częstym gościem w domu, a każda jego wizyta oznacza dla Alfa przymusowy pobyt na strychu. Alf skarży się Williemu, że od kiedy pojawił się Neal, jego życie zmieniło się w koszmar. Jego skarga potwierdza się, kiedy ten wpada z niezapowiedzianą wizytą i kosmita po raz kolejny wędruje do swojej kryjówki. Następnego ranka Willie postanawia porozmawiać z Alfem. Ze zdumieniem odkrywa, że kosmita spakował walizki. |    |                                         |                                          |              |                                                                              |                      |               |
| 87 | 9  | Live and Let Die                        | Żyj i pozwól umrzeć                      | Tony Csiki   | Steve Pepoon                                                                 | 13 listopada 1989    | 4008          |
| Szczęściarz, ukochany kotek Tannerów, dożywa swoich dni. Zwierzak zostaje pochowany w ogródku. Tej samej nocy Willie, widząc Alfa buszującego w ogrodzie w poszukiwaniu kocich zwłok, wpada w furię. Kosmita spokojnie wyjaśnia, że jedzenie kotów jest na jego planecie tradycją. Następnego dnia rodzina zastanawia się nad możliwością przygarnięcia nowego zwierzaka. Alf dowiaduje się, że istnieją schroniska dla kotów, gdzie można je otrzymać za darmo. Kiedy Tannerowie wychodzą, Alf dzwoni do jednego ze schronisk i zamawia całą gromadę kociaków. |    |                                         |                                          |              |                                                                              |                      |               |
| 88 | 10 | Break Up to Make Up                     | Zerwij by zmienić                        | Tony Csiki   | Anne Meara                                                                   | 20 listopada 1989    | 4009          |
| Rodzina przygotowuje się do uroczystych obchodów trzeciej rocznicy przybycia Alfa na Ziemię. Święto przerywa telefon matki Kate, która błaga córkę, by przyjechała po nią na lotnisko. Okazuje się, że Dorothy pokłóciła się z mężem. Zanim jednak Kate i jej matka zdążą pojawić się w domu, na miejsce przybywa mąż Dorothy, Whizzer. Ten bez słowa wpada do kuchni Tannerów i staje oko w oko ze zdumionym Alfem. Willie przedstawia go kosmicie. Zachwyt Whizzera nad Alfem szybko przeradza się w niechęć, kiedy przegrywa z kosmitą w pokera. |    |                                         |                                          |              |                                                                              |                      |               |
| 89 | 11 | Happy Together                          | Razem Szczęśliwi                         | Paul Fusco   | Stephen Sustarsic, David Silverman                                           | 27 listopada 1989    | 4012          |
| Willie pokłócił się z Alfem o to, że się go nigdy nie słucha, mimo iż mieszka pod jego własnym dachem. Obrażony Alf przeprowadza się do brata Williego – Neala. |    |                                         |                                          |              |                                                                              |                      |               |
| 90 | 12 | Fever                                   | Gorączka                                 | Paul Miller  | Bruce David                                                                  | 4 grudnia 1989       | 3025          |
| Rodzinne przyjęcie w ogródku przerywa nagła ulewa. Przemokły do suchej nitki Willie już po kilku godzinach zaczyna zdradzać pierwsze objawy przeziębienia, które wkrótce rozwija się w grypę. Co gorsza, Alf także zaczyna kichać i kaszleć, upiera się jednak, że kosmici nie chorują. W końcu, za namową Kate, kładzie się do łóżka. Kosmita przekonuje się, że chorowanie ma swoje dobre strony. Cała rodzina zajmuje się nim, przynosząc do łóżka herbatę, lekarstwa, gazety i kasety wideo z wypożyczalni. Jednak z dnia na dzień Alf czuje się coraz gorzej. |    |                                         |                                          |              |                                                                              |                      |               |
| 91 | 13 | It's My Party                           | To jest moje przyjęcie                   | Nick Havinga | Steve Pepoon                                                                 | 11 grudnia 1989      | 4012          |
| Kate i Willie uświadamiają sobie, że od czasu, kiedy zamieszkał z nimi Alf, przestali zapraszać gości. Postanawiają więc wydać wielkie przyjęcie i zaprosić na nie wszystkich znajomych. Pojawia się jednak pewien problem: co począć z Alfem. Willie obiecuje kosmicie resztki wszystkich potraw, które pozostaną z przyjęcia, w zamian za to, że będzie grzeczny i nie pokaże się gościom. Niestety zaczyna padać deszcz i Tannerowie muszą przenieść hawajską imprezę do domu. Tymczasem Alf łamie obietnicę i skuszony zapachem prosiaka ucieka ze strychu do kuchni. Jednak głośna muzyka powoduje, że Alf zaczyna tańczyć i wchodzi do pokoju, w którym odbywało się przyjęcie. Willie zły na Alfa związał go w szopie. Tymczasem Lynn poznaje Roberta, a Alf ucieka z szopy. Niestety impreza się już skończyła i nie zostało żadnych resztek. |    |                                         |                                          |              |                                                                              |                      |               |
| 92 | 14 | Make ’Em Laugh                          | Rozśmieszaj ich                          | Nick Havinga | Howard Bendetson                                                             | 8 stycznia 1990      | 4011          |
| Oglądając telewizję, Alf dochodzi do wniosku, że jest równie zabawny, jak sławni komicy. Tannerowie są innego zdania. Kosmita zaczyna śnić o karierze komika. Na początku sen jest bardzo przyjemny, Alf zdobywa sławę, pieniądze i niezależność. Później jednak jego nocne marzenie przeradza się w koszmar. Mija krótka chwila sławy, Alf staje się drugorzędnym komediantem, którego dowcipy nikogo już nie śmieszą. W końcu nikt nie chce wpuścić go na scenę, pozostaje mu mycie podłóg w kabaretach. Kiedy Alf budzi się rano, oddycha z ulgą. |    |                                         |                                          |              |                                                                              |                      |               |
| 93 | 15 | Love on the Rocks                       | Miłość na skałach                        | Nick Havinga | Patricia Niedzialek, Cecile Alch                                             | 15 stycznia 1990     | 4014          |
| Lynn marzy o wzięciu udziału w szkolnym przedstawieniu. Alf pomaga jej przygotować się do przesłuchania. Tymczasem brat Williego, Neal, zaskakuje rodzinę wiadomością, że on i jego żona postanowili się pogodzić. Willie i Kate pamiętając, że małżeństwo to nie należało do szczęśliwych, podchodzą do oświadczenia Neala sceptycznie. Alf nie kryje swojego zdania na ten temat. Bez ogródek radzi Nealowi, by pozostał w stanie „kawalerskim”. Na kolacji pojawia się Neal, który oznajmia, że zmienił zdanie. Pojawia się jednak problem: żona jest już w drodze. |    |                                         |                                          |              |                                                                              |                      |               |
| 94 | 16 | True Colors                             | Prawdziwe Kolory                         | Paul Miller  | Stephen Sustarsic, David Silverman                                           | 22 stycznia 1990     | 4015          |
| Lynn chwali się rodzicom swoim obrazem. Jej dzieło zostaje bezlitośnie skrytykowane przez Alfa, który utrzymuje, że na rodzinnej planecie był znanym artystą. Następnego wieczoru kosmita zamienia strych w pracownię malarską. Tworzy abstrakcyjne dzieło, wykorzystując motywy „spożywcze”. Alf proponuje Lynn, by zaniosła do szkoły jego obraz zamiast swojego, dziewczyna zdecydowanie odmawia. W szkole, ku swojemu zdumieniu odkrywa, że Alf włożył jej do teczki swoje dzieło. Lynn nie ma wyboru, musi pokazać obraz Alfa nauczycielowi rysunku. |    |                                         |                                          |              |                                                                              |                      |               |
| 95 | 17 | Gimme That Old Time Religion            | Daj mi tamtą dawną religię               | Paul Fusco   | Leslie Ann Podkin                                                            | 29 stycznia 1990     | 4016          |
| Alf uświadamia sobie, że zgodnie z prastarym rytuałem praktykowanym na jego rodzinnej planecie osiągnął wiek, który obliguje go do zostania pastorem. Sprzeniewierzenie się tradycji skaże go na wieczne potępienie. Zrozpaczony Alf prosi Tannerów o pomoc. Aby zostać pastorem, musi wykazać się znajomością jego rodzimej Biblii. Kosmita odpowiada na trzy z czterech pytań zadanych mu przez Tannerów i zostaje pastorem. Alf przypomina sobie, że jako pastor musi koniecznie odprawić jakiś rytuał. Postanawia odnowić sakrament małżeństwa Williego i Kate. |    |                                         |                                          |              |                                                                              |                      |               |
| 96 | 18 | Future's So Bright, I Gotta Wear Shades | Tak jasna przyszłość, muszę zużyć cienie | Nick Havinga | Victor Fresco                                                                | 5 lutego 1990        | 4013          |
| Alf, oglądając zdjęcia Tannerów zrobione jeszcze przed jego przybyciem na Ziemię, uświadamia sobie, jak bardzo się postarzeli. Zaczyna zastanawiać się, co stanie się z nim po śmierci opiekunów, jak będzie wyglądać jego życie za 30 lat. Wyobraźnia podsuwa mu same czarne scenariusze. Najpierw, że mieszka z Lynn i musi pracować w cyrku, by zarobić na utrzymanie. Potem wyobraża sobie dorosłego Briana jako gangstera opływającego w luksusy, podczas gdy Alf jest żywą maskotką dla jego pozbawionego skrupułów syna. |    |                                         |                                          |              |                                                                              |                      |               |
| 97 | 19 | When I’m 64                             | Kiedy będę miał 64 lata                  | Paul Miller  | Stephen Sustarsic, David Silverman                                           | 12 lutego 1990       | 4018          |
| Tannerowie planują, w jaki sposób spędzić zbliżające się walentynki. Willie i Kate rezerwują stolik w ekskluzywnej restauracji, Lynn umawia się na randkę, Brian także nie zamierza spędzić wieczoru w domu. Okazuje się, że jedynym domownikiem, skazanym na samotność w tym uroczystym dniu, będzie Alf. Kosmita nie popada jednak w przygnębienie. Kiedy nadchodzi dzień świętego Walentego, postanawia odwiedzić ulubioną aktorkę, Louise Beaumont, niegdyś prawdziwą gwiazdę Hollywood, która kilka dni wcześniej zamieszkała w pobliskim domu starców. |    |                                         |                                          |              |                                                                              |                      |               |
| 98 | 20 | Mr. Sandman                             | Pan Sandman                              | Paul Miller  | Bruce David                                                                  | 19 lutego 1990       | 4019          |
| Willie znajduje mapę, która należała do jego dziadka. Alf przekonuje go, że zaznaczono na niej miejsce, gdzie ukryty jest skarb. Za namową kosmity Willie zgadza się wyruszyć na poszukiwanie skarbu dziadka na pustynię. Okazuje się, że pobyt w surowych warunkach z egoistycznym kosmitą nie należy do przyjemności. Alf wypija całą wodę, a odpalając petardę, wysadza w powietrze zapasy pożywienia. W końcu oświadcza, że źle odczytał mapę i skarb znajduje się w zupełnie innym miejscu. Na szczęście Kate zabiera wycieńczonych poszukiwaczy do domu. |    |                                         |                                          |              |                                                                              |                      |               |
| 99 | 21 | Stayin’ Alive                           | Zostać przy życiu                        | Nick Havinga | Steve Pepoon                                                                 | 26 lutego 1990       | 4020          |
| Alf dowiaduje się o zagrożeniu, jakie stanowią dla warstwy ozonowej substancje chemiczne używane do produkcji aerozoli. Jest tak zatroskany o losy środowiska naturalnego, że pisze list do prezesa firmy Sendrax, w którym wyraża swoje obawy. List podpisuje jako Gordon Shumway. Po tygodniu otrzymuje odpowiedź. Kosmita postanawia rozpocząć kampanię polegającą na bombardowaniu firmy listami protestacyjnymi. Sprawa staje się jednak naprawdę poważna z chwilą, gdy Alf odbiera telefon z firmy Sendrax, która próbuje zastraszyć fikcyjnego Gordona. |    |                                         |                                          |              |                                                                              |                      |               |
| 100 | 22 | Hungry Like the Wolf                    | Głodny jak wilk                          | Nick Havinga | Paul Fusco                                                                   | 3 marca 1990         | 4021          |
| Alf stwierdza ze smutkiem, że znacznie przybrał na wadze. W obawie o zdrowie postanawia przejść na dietę pod nadzorem Williego. Już następnego wieczoru Alf dostaje zamiast kolacji porcję sałaty. Kosmita buntuje się i próbuje przekonać Tannerów, że zbyt drastyczna dieta może wywołać w jego organizmie reakcje chemiczne, które sprawią, że odezwą się w nim pierwotne instynkty. Rodzina jednak nie wierzy w zapewnienia kosmity i wymusza na nim przestrzeganie ścisłej diety. Po dwóch dniach głodówki Tannerowie przekonują się, że Alf nie kłamał. |    |                                         |                                          |              |                                                                              |                      |               |
| 101 | 23 | I Gotta Be Me                           | Muszę być sobą                           | Paul Miller  | Beverly Archer                                                               | 10 marca 1990        | 4017          |
| Lynn postanawia wyjechać na weekend ze swoim chłopakiem, Robertem. Pomysł nie podoba się Kate, która zabrania córce wyjeżdżać. Lynn buntuje się i stawia na swoim. Willie nie opowiada się po żadnej ze stron, co rozczarowuje zarówno Kate, jak i Lynn. Kiedy dziewczyna wraca do domu, przeprasza matkę za nieposłuszeństwo, Kate zaś wyznaje córce, że powinna mieć do niej większe zaufanie. Zgoda trwa jednak niedługo, nowy konflikt wybucha z chwilą, gdy Lynn oświadcza matce, że chce zamieszkać z Robertem. |    |                                         |                                          |              |                                                                              |                      |               |
| 102 | 24 | Consider Me Gone                        | Uznaj, że odszedłem                      | Nick Havinga | Ian Praiser, Steve Pepoon, Stephen Sustarsic, David Silverman, Victor Fresco | 24 marca 1990        | 4022          |
| Alf próbuje skontaktować się za pomocą skonstruowanego przez siebie radia ze znajomym w Australii. Niespodziewanie odbiera transmisję w swoim ojczystym języku. Nadawcami wiadomości są dobrzy przyjaciele Alfa Skip i Rhonda. Rodacy zapraszają go, by zamieszkał z nimi na ich prywatnej planecie, którą właśnie kupili. Alf staje przed niezwykle trudną decyzją, musi wybrać między życiem w ukryciu na Ziemi lub powrotem do przyjaciół. W końcu informuje Tannerów o swojej decyzji. Kosmita postanowił opuścić Ziemię i powrócić w rodzinne strony. Niestety wiadomość Skipa i Rhondy odczytała jednostka do spraw kosmitów. Na przedmieściach Los Angeles dochodzi do spotkania Alfa z wrogami. Kontynuacją tego odcinka jest film Projekt ALF. |    |                                         |                                          |              |                                                                              |                      |               |